# Kanaphan Puitrakul
Kanaphan Puitrakul (คณพันธ์ ปุ้ยตระกูล; nascido em 3 de setembro de 1998) também conhecido como First (เฟิร์ส) é um ator, modelo e apresentador tailandês. Ele é mais conhecido por seus papéis em Wake Up Ladies: The Series, Blacklist, The Shipper, Not Me, F4 Thailand: Boys Over Flowers, Astrophile e The Eclipse. Ele também é popular por seu papel como apresentador nas 1ª e 2ª temporadas de Toe Laew.

## Juventude e educação
First concluiu o ensino secundário na Suankularb Wittayalai School. Em 2021, ele se formou com honras de segunda classe pela Universidade de Srinakharinwirot com bacharelado em Gestão de Negócios Cibernéticos.

## Carreira
Em 2016, First iniciou sua carreira de ator aos dezoito anos. Ele fez o teste para The Assassin (em tailandês:  ฆาตกร), filme produzido para o Dia das Crianças, e foi selecionado para o papel principal entre um grupo de 100 adolescentes. Em 2017, participou do concurso "Cool Man Good Man", onde entrou no Top 4. Mais tarde naquele ano foi contratado pela KA Cosmetics, junto com Poompat Iam-samang (Up), para um anúncio de televisão yaoi que se tornou viral anos depois.
Em 2018 ingressou na GMMTV e fez sua estreia na televisão em Wake Up Ladies: The Series. No mesmo ano, ele se tornou um dos apresentadores do popular programa de viagens do GMM 25, Toe Laew. Em 2020, ele reprisou seu papel de apresentador na segunda temporada do programa. First tem sido um convidado regular no programa de variedades e game show tailandês School Rangers desde que se juntou ao GMMTV. Ele se tornou o apresentador principal do programa em 2022.
Em 2019, First teve papel principal nas séries Wolf e Blacklist. No ano seguinte, ele estrelou The Shipper e apareceu na sequência da série Wake Up Ladies: Very Complicated. Em 2021, ele atraiu muita atenção por seu papel como “Yok” na série de sucesso Not Me.
Em 2022, First estrelou como Akk em The Eclipse, ao lado do melhor amigo da vida real, Khaotung Thanawat. Desde então, os dois se tornaram um casal BL oficial da GMMTV. The Eclipse recebeu críticas positivas do público nacional e internacional. A série ganhou “Melhor Série BL” no 2022 Thailand Digital Awards. No mesmo ano ele também estrelou as séries F4 Thailan: Boys Over Flowers e Astrophile. E teve um pequeno papel no filme da Netflix The Lost Lotteries.
Em 2023, First estrelou em Moonlight Chicken. O programa ganhou o prêmio de "Melhor Programa LGBTQ+ Feito na Ásia" no ContentAsia Awards 2023. Ele também reprisou seu papel como Akk em Our Skyy 2. Junto com a co-estrela Khaotung Thanawat, ele lançou Our Skyy OST (em tailandês:  ฟังดีดี) (Your World, My World) pela GMMTV Records. Mais tarde, em 2023, ele interpretou Sand na série Only Friends.
Em 2024, First estrelou como Kant ao lado de Khaotung na série The Heart Killers, que também estrelou Joong Archen e Dunk Natachai nos papéis principais. Ele está definido para estrelar a série de 2025 Cat for Cash, com Khaotung.
First participou do concerto de dois dias da GMMTV Love Out Loud Fan Fest em 2023 e 2024.

## Imagem pessoal
First tem a sua própria marca de roupa "Momento". Em setembro de 2023, ele tinha mais de 2,6 milhões de seguidores no Instagram.

## Filmografia

### Cinema
| Ano  | Título              | Personagem | Notas           |
| ---- | ------------------- | ---------- | --------------- |
| 2016 | The Assassin: ฆาตกร |            | Papel principal |
| 2022 | The Lost Lotteries  | Great      | Papel convidado |

### Televisão
| Ano  | Título                           | Personagem | Notas               |
| ---- | -------------------------------- | ---------- | ------------------- |
| 2018 | Wake Up Ladies: The Series       | Ryu        | Papel recorrente    |
| 2019 | Toe Laew Temporada 1             | Ele mesmo  | Anfitrião principal |
| 2019 | Wolf                             | Ryo        | Papel principal     |
| 2019 | Blacklist                        | Jim Bae    | Papel principal     |
| 2020 | The Shipper                      | Kim        | Papel principal     |
| 2020 | Toe Laew Temporada 2             | Ele mesmo  | Anfitrião principal |
| 2020 | Wake Up Ladies: Very Complicated | Ryu        | Papel recorrente    |
| 2021 | Not Me                           | Yok        | Papel recorrente    |
| 2021 | F4 Thailand: Boys Over Flowers   | Phupha     | Papel convidado     |
| 2022 | The Eclipse                      | Akk        | Papel principal     |
| 2022 | Astrophile                       | Poi        | Papel recorrente    |
| 2023 | Moonlight Chicken                | Alan       | Papel recorrente    |
| 2023 | Our Sky 2                        | Akk        | Papel principal     |
| 2023 | Only Friends                     | Sand       | Papel principal     |
| 2024 | The Heart Killers                | Kant       | Papel principal     |
| TBA  | Cat for Cash                     | Tiger      | Papel principal     |

## Prêmios e indicações
| Ano  | Associações             | Categoria                | Nomeações                      | Resultado                                       |
| ---- | ----------------------- | ------------------------ | ------------------------------ | ----------------------------------------------- |
| 2022 | Thailand Digital Awards | Prêmio de Melhor Série Y | "The Eclipse"                  | Venceram (junto com Thanawat Rattanakitpaisarn) |
| 2024 | Asian Television Awards | Melhor Música Tema       | "The Moon Represents My Heart" | Indicado                                        |